# On the Night
| Recensione | Giudizio |
| ---------- | -------- |
| AllMusic   |          |

On the Night è il secondo album live del gruppo Dire Straits pubblicato il 10 maggio 1993.

## Descrizione
Si tratta di uno degli ultimi concerti del gruppo prima dello scioglimento nel 1995. Il disco è uscito in due versioni, CD singolo e DVD, quest'ultimo contiene la versione del concerto integrale; alcune tracce del DVD vennero escluse dal CD per motivi di spazio. Le canzoni escluse dal CD sono le seguenti: The Bug, Solid Rock e Local Hero - Wild Theme, quest'ultima inserita nella futura raccolta Sultans of Swing: The Very Best of Dire Straits (1998), insieme al brano Your Latest Trick; i 3 brani omessi dal video in DVD trovarono posto nell'EP Encores.
L'album è arrivato in prima posizione in Austria (per 2 settimane) ed in Francia, in seconda nei Paesi Bassi, in quarta nella Official Albums Chart, in quinta in Svizzera, Norvegia ed Australia, in settima in Germania ed in decima in Nuova Zelanda.

## Tour
I brani presenti nel CD e nel DVD sono presi dai due concerti tenuti dal gruppo nel maggio 1992 alla Arena di Nîmes in Francia e allo Stadion Feijenoord nei Paesi Bassi, durante il tour mondiale di supporto all'album On Every Street, ultimo album in studio dei Dire Straits pubblicato nel 1991.

## Tracce
CD
1. Calling Elvis - 10:25
2. Walk of Life - 5:06
3. Heavy Fuel - 5:23
4. Romeo and Juliet - 10:05
5. Private Investigations - 9:43
6. Your Latest Trick - 5:35
7. On Every Street - 7:01
8. You and Your Friend - 6:48
9. Money for Nothing - 6:28
10. Brothers in Arms - 8:55

Durata totale: 75:30
DVD
1. Calling Elvis
2. Walk of Life
3. Heavy Fuel
4. Romeo and Juliet
5. The Bug
6. Private Investigations
7. Your Latest Trick
8. On Every Street
9. You and Your Friend
10. Money for Nothing
11. Brothers in Arms
12. Solid Rock
13. Local Hero - Wild Theme

Durata totale: 94:00

## Formazione

### Dire Straits
- Mark Knopfler – voce e chitarra
- John Illsley – basso e cori
- Alan Clark – tastiere
- Guy Fletcher – tastiere e cori

### Altri musicisti
- Phil Palmer – chitarra e cori
- Chris Whitten – batteria
- Paul Franklin – pedal steel guitar
- Chris White – sassofono, flauto traverso e cori
- Danny Cummings – percussioni e cori

## Classifiche
| Classifica (1993) | Posizione massima |
| ----------------- | ----------------- |
| Australia         | 5                 |
| Austria           | 1                 |
| Canada            | 33                |
| Europa            | 1                 |
| Finlandia         | 6                 |
| Francia           | 1                 |
| Germania          | 7                 |
| Italia            | 3                 |
| Norvegia          | 5                 |
| Nuova Zelanda     | 10                |
| Paesi Bassi       | 2                 |
| Regno Unito       | 4                 |
| Spagna            | 1                 |
| Stati Uniti       | 116               |
| Svezia            | 14                |
| Svizzera          | 5                 |